# Plain City (Utah)
Plain City è un comune degli Stati Uniti d'America, nella contea di Weber nello Stato dello Utah.